# Мариинская женская гимназия (Уфа)

Памятник Горькому перед зданием гимназии

Мариинская женская гимназия — гимназия для девочек, открытая в Уфе в 1860 году. В народе именовалась «Мариинка». Ныне называется Уфимская Гимназия № 3 и располагается по улице Пушкина в Кировском районе.

## История
Гимназия была создана как казённое Оренбургское училище I разряда на основании Положения о женских училищах.

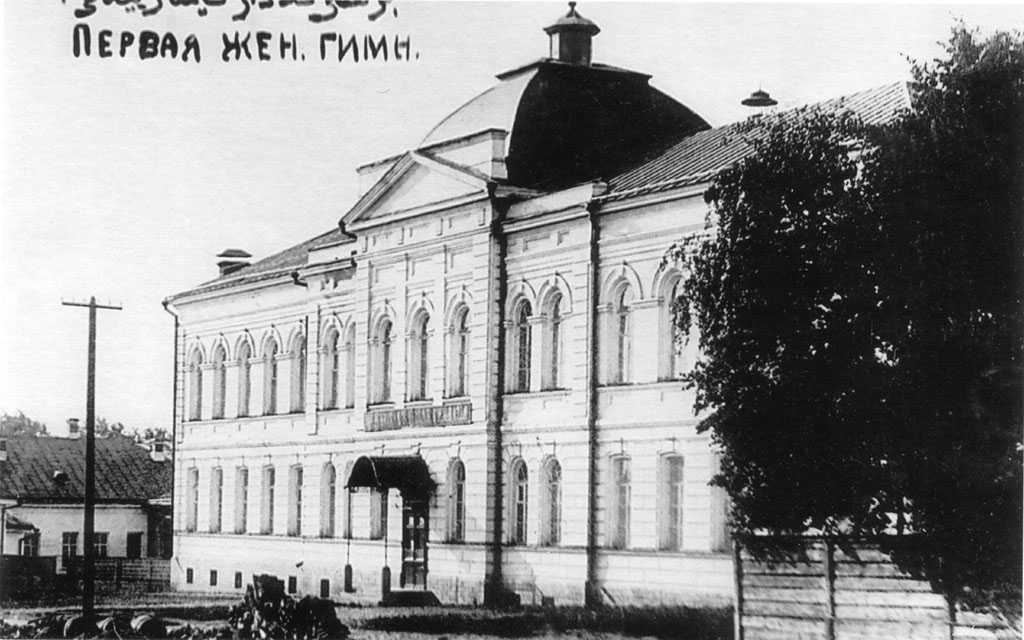
Гимназия на фотографии А. А. Зираха

Училище открылось как учебное заведение с шестилетним курсом обучения. Первый набор составил 25 девочек, на следующий год их училось уже 70. В дальнейшем их число возросло до 245. В первый класс гимназии набирались девочки в возрасте 9—12 лет, во втором классе обучались девочки в возрасте 10—13 лет, в третьем 11—14 лет, в четвёртом 12—15 лет. Для поступления в гимназию полагалось подать прошение на обычной бумаге, к которому было необходимо приложить метрическое свидетельство и справку о прививке от оспы. Кроме того, от кандидаток требовалось знать основные молитвы, уметь бегло читать по-русски, выполнять арифметические операции в пределах тысячи.
Число учениц для Уфы было сравнительно невелико, поскольку цена обучения была довольно значительной: 46 рублей в год для обязательных предметов обучения. Дополнительные предметы оплачивались отдельно: латинский язык (с 5-го класса) — 10 рублей, французский — 5 рублей, танцы — 5 рублей, рисование — 3 рубля. Однако для учениц попечительский совет мог назначить стипендии имени генерал-майора Л. Е. Норда и генерал-адъютанта Крыжановского, причём информация о делах гимназии, источниках её финансирования, о попечительском и педагогическом советах, успехах учениц и техническом состоянии здания училища была открытой и публиковалась в уфимских газетах.
В 1865 году училище получило статус гимназии с классическим семилетним обучением. Восьмой класс был педагогическим, и девушки, окончив его, получали право работать домашними учительницами.
Поначалу обучение проходило в одноэтажном деревянном здании (по меньшей мере до 1879 года). Однако в 1898 г. гимназия переехала в каменное здание, которое было построено согласно плану архитектора П. П. Рудавского. Меценатами, оказывавшими гимназии существенную финансовую поддержку, были почётные граждане Уфы И. Ф. Базилевский, В. И. Видинеев, Н. К. Блохин. Пожертвования в пользу гимназии поступали также от Министерства народного губернского земства, от городской управы, от родителей учениц и других частных лиц, от продажи лотерейных билетов. В состав попечительского совета входили такие известные уфимцы как коллежский асессор Андрей Дмитриевич Дашков, Оренбургский муфтий хаджи Салимгарей Шангареевич Тевкелев, статский советник Николай Александрович Гурвич. Персонал гимназии состоял из почётной попечительницы, начальника гимназии, членов попечительного совета, двух классных дам и преподавателей.
После революции в 1918—1919 годах Мариинская гимназия называлась женской гимназией № 1, а в 1919 году была переименована в Единую трудовую Советскую школу № 1 I и II ступеней. В 1922 году срок обучения в ней был продлён до 9 лет, в ней начали обучаться и мальчики. В 1937 году около школы был установлен памятник А. М. Горькому, а школа стала называться в его честь.
В 2002 году Уфимская гимназия № 3, так теперь стала именоваться школа, получила диплом «Красивая школа XXI века».